# المحبة (ريف دمشق)
المحبة قرية سوريّة تقع في سلسلة جبال القلمون تتبع إداريّاً لمحافظة ريف دمشق منطقة التل ناحية رنكوس، بلغ تعداد سكانها 100 نسمة حسب التعداد السكاني لعام 2004.